# ダブルネーム
ダブルネーム
1. 実名と仮名（旧姓）・通称を使い分けること。
2. 2つの個人名をハイフンで繋いだ複合名。
3. 2つのファミリーネームをハイフンで繋いだ複合姓。
4. ふたつの名前が入っている商品、作品を指す。（3人の場合はトリプルネーム）
5. お笑いコンビ。後述。

ダブルネームは、トップ・カラー所属のものまねお笑いコンビである。2003年1月結成。NSC出身ではないが、NSC出身者としては、パンサーの尾形貴弘、スリムクラブ、銀シャリなどが同期にあたる。

## メンバー
カオル（本名：松村 薫（まつむら かおる）、1978年9月5日 - ）千葉県出身。
- 身長：176cm、体重：60kg、血液型：A型
- 「千葉カオル」としてピンでも活動。

ジョー（本名：城 且智（じょう かつとし）、1979年11月19日 - ）東京都出身。
- 身長：173.5cm、体重：90kg、血液型：A型
- 「ガンバレイ・シウバ（ヴァンダレイ・シウバの真似）」としてピンでも活動。
- よしもとクリエイティブ・エージェンシー所属のお笑いトリオ「オバアチャン」の水牛とはいとこ同士である。（ジョーの母親と水牛の父親が姉弟。）
- 2014年7月7日、自身のブログで、七夕の同日に一般女性と結婚したことを発表した。3年前にタレント・JOYの紹介で知り合い、約2年間の交際を経てゴールイン。JOYには婚姻届の保証人にもなってもらったという。ジョーはももいろクローバーZのファンで百田夏菜子推しを公言しているが、「嫁はあーりん推しです」と新妻は佐々木彩夏のファンであることをツイッターで明かし、「共に応援することで嫁との距離を大きく近づけてくれたももいろクローバーＺさんにも感謝しております」とももクロへの感謝をつづった。
- 2020年1月1日、自身のTwitterで2018年の7月頃に離婚していたことを発表した。

## 概要
元々は千葉市立さつきが丘中学校で先輩･後輩の間柄であった2人が歌手になることを目指し結成｡しかし､現実は厳しく歌手になることはおろかオーディションでは歌も聞いてもらえなかったため､歌手の道は諦めたが､もともと2人とも歌が好きであったため､歌ものまねをするものまね芸人へと転向を決意し､現在へと至る｡
また､ケミストリーのボーカルオーディションを受けていた経歴もあったらしい｡
そういう経歴を持つだけあって2人とも歌が非常に上手く､お笑い芸人歌がうまい王座決定戦スペシャルの第20回大会に出場した際は､歌唱前のVTRにおいて先輩芸人の友近からは「ダブルネームさんは本当に別格｡私から言わせればぐっさんとか宮迫さんと同じぐらいの実力だと思う｡」1回戦の対戦相手の渡辺直美からは「出来れば1回も当たりたくなかった｡」とその実力の高さを覗わせるコメントが出た。1回戦ではコブクロの「流星」､準々決勝ではゆずの「栄光の架橋」､準決勝では絢香の「I believe」､決勝ではCHAGE&ASKAの「万里の河」を全て完璧なハモリで披露し､初出場で優勝した｡また、1回戦の相手の渡辺直美のみならず、2回戦のフォーリンラブのハジメ、準決勝のJOY、決勝戦の松井絵里奈等、相手が全て優勝候補とも言われた強敵だったため、より圧倒的な存在感を見せる結果になった。
- また､2人はこの大会で優勝することに対して､自分たちがかつて歌手を目指した人間であるからだけでなく､ものまね芸人であるが故に「EXILEのものまねのダブルネーム」などと呼ばれ､世間から自分たち自身を見てもらえないという状況を優勝することによって「歌うま王者のダブルネーム」という目で見てもらえるようにするという目標で戦っていたため､優勝が決まった瞬間､2人は感動のあまり涙を流した｡
- その後､第4回オールスター芸能人歌がうまい王座決定戦スペシャルにも出場し､準決勝で亀田大毅に1ポイント差で敗退したが、1回戦の相手であった森三中からは「これ上手すぎだろ!?絶対勝てねぇじゃん!!」と皮肉混じりの賞賛を受けた｡ちなみに歌唱曲は､1回戦では狩人の「あずさ2号」､準々決勝ではSPEEDの「White Love」､準決勝では一青窈の「ハナミズキ」であった｡

バラエティ番組『学校へ行こう!』の海賊版ミュージシャンのコーナーで人気を集め、『爆笑そっくりものまね紅白歌合戦スペシャル』にレギュラー出演している他、TBS『あらびき団』や日本テレビ『ぐるぐるナインティナイン』の中のコーナー「おもしろ荘へいらっしゃ〜い」や『エンタの神様』にも出演（『エンタの神様』出演時のキャッチコピーは「重なりの歌越え」。）
2019年12月6日放送のフジテレビ『日本一のものまね王者が今夜決定! ものまね王座決定戦 年に一度の鉄板ネタガチンコバトルスペシャル』にて初優勝を果たした。

## ネタ
『学校へ行こう!』登場時の持ちネタとして、CHEMISTRYの格好をして登場し『Point of No Return』のリズムに乗せ、「俺さぁ〜、○○なんだよねー、だからー（間奏入る・激しいダンス入る）△△しようと〜思ってる〜」という。『学校へ行こう!』曰く、「どうでもいいことをリズムに乗せ、歌う」らしい。
同パターンのEXILE『Lovers Again』のメロディに乗せて、街で芸能人を見かけた話をするというネタでM-1グランプリ2008にて準決勝進出を果たした。
CHAGE&ASKA『SAY YES』のメロディに乗せて「チャゲはいい奴」という替え歌漫才でM-1グランプリ2009にて2年連続･準決勝進出を果たし､敗者復活戦にも出場し､会場を最も盛り上がらせた｡また､2010年にも同様のCHAGE&ASKAのものまねで準々決勝進出を果たした｡
同じくEXILEネタで発展型で『Ti Amo』、『ふたつの唇』、『Someday』を、コブクロネタで『蕾』を「エンタの神様」で披露していた｡

## 出演

### テレビ
- 爆笑そっくりものまね紅白歌合戦スペシャル（フジテレビ） - 2003年9月からレギュラー出演中
- 歌がうまい王座決定戦スペシャル（フジテレビ）
  - 第20回お笑い芸人歌がうまい王座決定戦スペシャル - 初出場初優勝
  - 第4回オールスター芸能人歌がうまい王座決定戦スペシャル - （対戦相手・亀田大毅）準決勝敗退
  - メンズ歌がうまい王座決定戦スペシャル - （対戦相手・清水良太郎）1回戦敗退
- ものまね王座決定戦（フジテレビ） - 2012年7月からレギュラー出演中、2019年・2024年優勝
- オンバト+（NHK総合） - 戦績1勝1敗 最高449KB
- 爆笑レッドカーペット〜高橋MCやめたってよSP〜（フジテレビ）- キャッチコピーは「変幻自在のものまねシンガー」
- 笑っていいとも!（フジテレビ）
- インパクト!（フジテレビ）
- くるくるドカン（フジテレビ）
- 学校へ行こう!（TBS）
- あらびき団（TBS）
- うたばん（TBS）
- 王様のブランチ（TBS）
- お笑いメリーゴーランド（TBS）
- お笑いDynamite!2011（TBS）
- さんまのスーパーからくりTV（TBS）
- アナCAN（TBS）
- ぐるぐるナインティナイン「おもしろ荘」（日本テレビ）
- くちコミ☆ジョニー!（日本テレビ）
- 大笑点（日本テレビ）
- ひらめ筋GOLD（日本テレビ）
- エンタの神様（日本テレビ） - キャッチコピーは「重なりの歌越え」
- スクール革命（日本テレビ）
- 誰も知らない泣ける歌（日本テレビ）
- ザ!世界仰天ニュース（日本テレビ）
- 誰だって波瀾爆笑（日本テレビ）
- 世界一受けたい授業〜秋の番組対抗スペシャル - 「エンタの神様チーム」として出演
- EXILE GENERATION（日本テレビ）
- ショーバト!（日本テレビ）
- しゃべくり007　2012年新春SP（日本テレビ）
- ダウンタウンのガキの使いやあらへんで!!（日本テレビ） - 山崎邦正プレゼンツ第五回山-1グランプリ
- お試しかっ！（テレビ朝日） - SP昭和人気カラオケVS平成人気カラオケ全国ランキング1位から10位全て埋めるまで終われま10!に助っ人で出演しCHEMISTRYの「PIECES OF A DREAM」で2位、コブクロの「永遠にともに」で6位を埋める
- 関根&優香の笑う春休み2009（テレビ朝日）
- 草野キッド（テレビ朝日）
- M-1グランプリ2009・2010敗者復活戦（テレビ朝日）
- お願い!ランキング「芸人が薦めるネタランキング」結果3位（テレビ朝日）
- お願いランキングGOLD「芸人が薦める本当におもしろいネタランキング」結果4位（テレビ朝日）
- 関ジャニの仕分け∞「歌手vs歌うま芸人を仕分け※中村あゆみと対決」（テレビ朝日）
- 出動!ミニスカポリス（テレビ東京）
- ハロー!モーニング。（テレビ東京）
- 番宣王子（テレビ東京）
- 週刊えみぃSHOW（読売テレビ）
- R-1リターンズ（朝日放送）
- デジ王子（朝日放送）
- PRIDE武士道マガジン（スカパー）
- ゼッタイジャルっ!（関西テレビ）
- オードリー春日のカスカスTV（テレ朝チャンネル）2ndシーズン第10回第11回 スカートめくり文字読みトーナメント
- おどおどオードリー（CSフジ）スカートめくり文字読みトーナメント
- ダブルネームのニコジョッキー（2013年5月31日-、ニコジョッキー）JOY、麻宮知里、咲丘るい
- 上田ちゃんネル（CSテレ朝チャンネル、上田義塾・新メンバー・トライアウト、2012年6月12日・6月26日放送分）
- JOYのASOBU-TV JOYnt!（群馬テレビ）

### ラジオ
- 寺島尚正 ラジオパンチ!（文化放送）
- くにまるジャパン（文化放送）2010年10月-「なるほどジャパン」のレポーターレギュラー

## ものまねレパートリー

### カオル
- ASKA（CHAGE&ASKA）
- 井口理 (King Gnu)
- 板倉俊之 (インパルス)
- 岩沢厚治 (ゆず)
- 瑛人
- 岡野昭仁 (ポルノグラフィティ)
- 加藤高道 (狩人)
- 狩野英孝
- 儀間崇 (MONGOL800)
- 桐谷健太
- GReeeeN
- ko-dai (Sonar Pocket)
- 小渕健太郎（コブクロ）
- 沢田研二
- 柴田英嗣 (アンタッチャブル)
- ジョン・ボン・ジョヴィ (ボン・ジョヴィ）
- 世界のヘイポー
- TAKAHIRO（EXILE）
- 田中昌之 (クリスタルキング)
- 千原ジュニア
- 津久井克行 (Class)
- 寺岡呼人
- 堂珍嘉邦（CHEMISTRY）
- 堂本光一 (KinKi Kids)
- TOC (Hilcrhyme)
- 中居正広
- 中条きよし
- 野田洋次郎 (RADWIMPS)
- HAN-KUN (湘南乃風)
- 氷川きよし
- 平井堅
- ファンキー加藤 (FUNKY MONKEY BABYS)
- 福山雅治
- 藤原竜也
- 布袋寅泰
- 前田亘輝（TUBE）
- 松岡修造
- 松山千春
- miyake (mihimaruGT)
- 宮原直樹 (かりゆし58)
- 村下孝蔵
- 森山直太朗
- YAMATO (ORANGE RANGE)
- Ryo (ケツメイシ)

### ジョー
- R-指定 (Creepy Nuts)
- ATSUSHI（EXILE）
- ヴァンダレイ・シウバ
- 上江洌清作 (MONGOL800)
- 加藤久仁彦 (狩人)
- 川畑要（CHEMISTRY）
- 北川悠仁 (ゆず)
- クリス・ハート
- 黒田俊介（コブクロ）
- 桑原彰 (RADWIMPS)
- JAY'ED
- 立木文彦
- Chage (CHAGE&ASKA)
- 堤下敦 (インパルス)
- 常田大希 (King Gnu)
- DJ KATSU (Hilcrhyme)
- 出川哲朗
- 堂本剛 (KinKi Kids)
- 中尾彬
- はなわ
- 日浦孝則 (Class)
- 比嘉栄昇 (BEGIN)
- 氷室京介
- 平泉成
- HIROKI (ORANGE RANGE)
- 藤田和之
- ボビー・オロゴン
- ボブ・サップ
- 前川真悟 (かりゆし58)
- matty (Sonar Pocket)
- ムッシュ吉崎 (クリスタルキング)
- モン吉 (FUNKY MONKEY BABYS)
- 山崎弘也 (アンタッチャブル)
- 横山剣（クレイジーケンバンド）
- リッチー・サンボラ (ボン・ジョヴィ)
- Ryoji (ケツメイシ)
- 若旦那 (湘南乃風)

### 爆笑そっくりものまね紅白歌合戦スペシャル
以下はフジテレビ『爆笑そっくりものまね紅白歌合戦スペシャル』で披露したものまね。
| 放送日         | 歌手                    | 曲名                                      | 備考                                                    |
| -------------- | ----------------------- | ----------------------------------------- | ------------------------------------------------------- |
| 2003年9月30日  | CHEMISTRY               | PIECES OF A DREAM                         | 番組初出演                                              |
| 2003年12月30日 | CHAGE&ASKA              | SAY YES                                   |                                                         |
| 2004年3月23日  | ゆず                    | 夏色                                      |                                                         |
| 2004年9月28日  | クリスタルキング        | 愛をとりもどせ!!                          |                                                         |
| 2004年12月27日 | ゆず                    | 栄光の架橋                                |                                                         |
| 2005年4月5日   | ORANGE RANGE            | 花                                        |                                                         |
| 2005年9月20日  | class                   | 夏の日の1993                              |                                                         |
| 2005年12月27日 | クリスタルキング        | 大都会                                    |                                                         |
| 2006年4月10日  | コブクロ                | 桜                                        |                                                         |
| 2006年10月10日 | 湘南乃風                | 純恋歌                                    |                                                         |
| 2007年1月9日   | Def Tech                | My Way                                    |                                                         |
| 2007年4月3日   | ケツメイシ              | さくら                                    |                                                         |
| 2007年9月25日  | ゆず                    | 超特急                                    |                                                         |
| 2007年9月25日  | 絢香×コブクロ           | WINDING ROAD                              | AYU&ダブルネーム                                        |
| 2007年12月25日 | ワム!                   | ラスト・クリスマス                        |                                                         |
| 2008年4月01日  | EXILE                   | Lovers Again                              |                                                         |
| 2008年9月30日  | Aqua Timez              | 虹                                        |                                                         |
| 2008年9月30日  | GReeeeN                 | キセキ                                    |                                                         |
| 2008年12月30日 | ゆず                    | 栄光の架橋                                |                                                         |
| 2009年4月7日   | キマグレン              | LIFE                                      |                                                         |
| 2009年4月7日   | EXILE                   | Ti Amo                                    |                                                         |
| 2009年9月29日  | GReeeeN                 | 遥か                                      |                                                         |
| 2009年9月29日  | コブクロ                | STAY                                      |                                                         |
| 2009年9月29日  | JUJU with JAY'ED        | 明日がくるなら                            | ミラクルひかる&ジョー                                   |
| 2010年1月5日   | EXILE                   | ふたつの唇                                |                                                         |
| 2010年3月30日  | mihimaru GT             | 気分上々↑↑                                | ミラクルひかる&カオル                                   |
| 2010年3月30日  | ヒルクライム            | 春夏秋冬                                  |                                                         |
| 2010年3月30日  | FUNKY MONKEY BABYS      | 涙                                        |                                                         |
| 2010年10月3日  | 東方神起                | どうして君を好きになってしまったんだろう? | ダブルネーム&ビューティーこくぶ&星野金太郎&まいける井上 |
| 2010年10月3日  | EXILE                   | VICTORY                                   |                                                         |
| 2010年10月3日  | 湘南乃風                | 睡蓮花                                    | ダブルネーム&オリエンタルラジオ                         |
| 2011年1月7日   | いきものがかり          | ありがとう                                | 優木まおみ&ダブルネーム                                 |
| 2011年1月7日   | コブクロ                | 流星                                      |                                                         |
| 2011年3月18日  | ポケットビスケッツ      | YELLOW YELLOW HAPPY                       | 優木まおみ&ダブルネーム                                 |
| 2011年3月18日  | EXILE                   | I Wish For You                            |                                                         |
| 2011年9月27日  | EXILE                   | Rising Sun                                |                                                         |
| 2011年12月31日 | ゆず                    | 栄光の架橋                                |                                                         |
| 2012年3月24日  | コブクロ                | 永遠にともに                              |                                                         |
| 2012年9月21日  | ORANGE RANGE            | イケナイ太陽                              |                                                         |
| 2013年2月1日   | 狩人                    | あずさ2号                                 |                                                         |
| 2013年2月1日   | スタイリスティックス    | Can't Give You Anything (But My Love)     | 栗田貫一&ビューティーこくぶ&ダブルネーム                |
| 2013年4月12日  | 絢香×コブクロ           | WINDING ROAD                              | AYU&ダブルネーム                                        |
| 2013年10月29日 | コブクロ                | 流星                                      |                                                         |
| 2014年4月13日  | ゆず                    | 雨のち晴レルヤ                            |                                                         |
| 2014年11月4日  | 福山雅治 クリス・ハート | 家族になろうよ                            |                                                         |
| 2015年5月8日   | ソナーポケット          | 好きだよ。〜100回の後悔〜                 | JOY&ダブルネーム                                        |
| 2015年5月8日   | ブラックビスケッツ      | Timing                                    | misono&ダブルネーム                                     |
| 2016年5月6日   | BEGIN・桐谷健太         | 海の声                                    |                                                         |
| 2016年9月2日   | FUNKY MONKEY BABYS      | あとひとつ                                |                                                         |
| 2017年1月6日   | RADWIMPS                | 前前前世                                  | ダブルネーム&君島遼                                     |
| 2017年6月2日   | CHEMISTRY               | PIECES OF A DREAM                         |                                                         |
| 2017年6月2日   | スタイリスティックス    | Can't Give You Anything (But My Love)     | ノブ&フッキー&ダブルネーム                              |
| 2018年9月21日  | RADWIMPS                | 前前前世                                  |                                                         |